# Rybníky pod Hradčanským letištěm
Rybníky pod Hradčanským letištěm jsou soustavou čtyř rybníků nalézajících se na jižním okraji bývalého vojenského letiště Hradčany asi 1,0 km východně od centra obce Hradčany v okrese Česká Lípa. Rozloha vodních ploch činí 6,0 ha u rybníka I, 0,4 ha u rybníka II, 0,6 ha u rybníka III a 1,0 ha u rybníka IV měřeno ve směru od východu. 
Rybníky jsou součástí rozlehlého chráněného území Evropy programu Natura 2000 s názvem Ptačí oblast Českolipsko – Dokeské pískovce a mokřady. Tato oblast zahrnuje mimo jiné i Máchovo jezero, Hradčanské rybníky, Novozámecký rybník a řadu rezervací a přírodních památek jižní části okresu Česká Lípa.

## Galerie

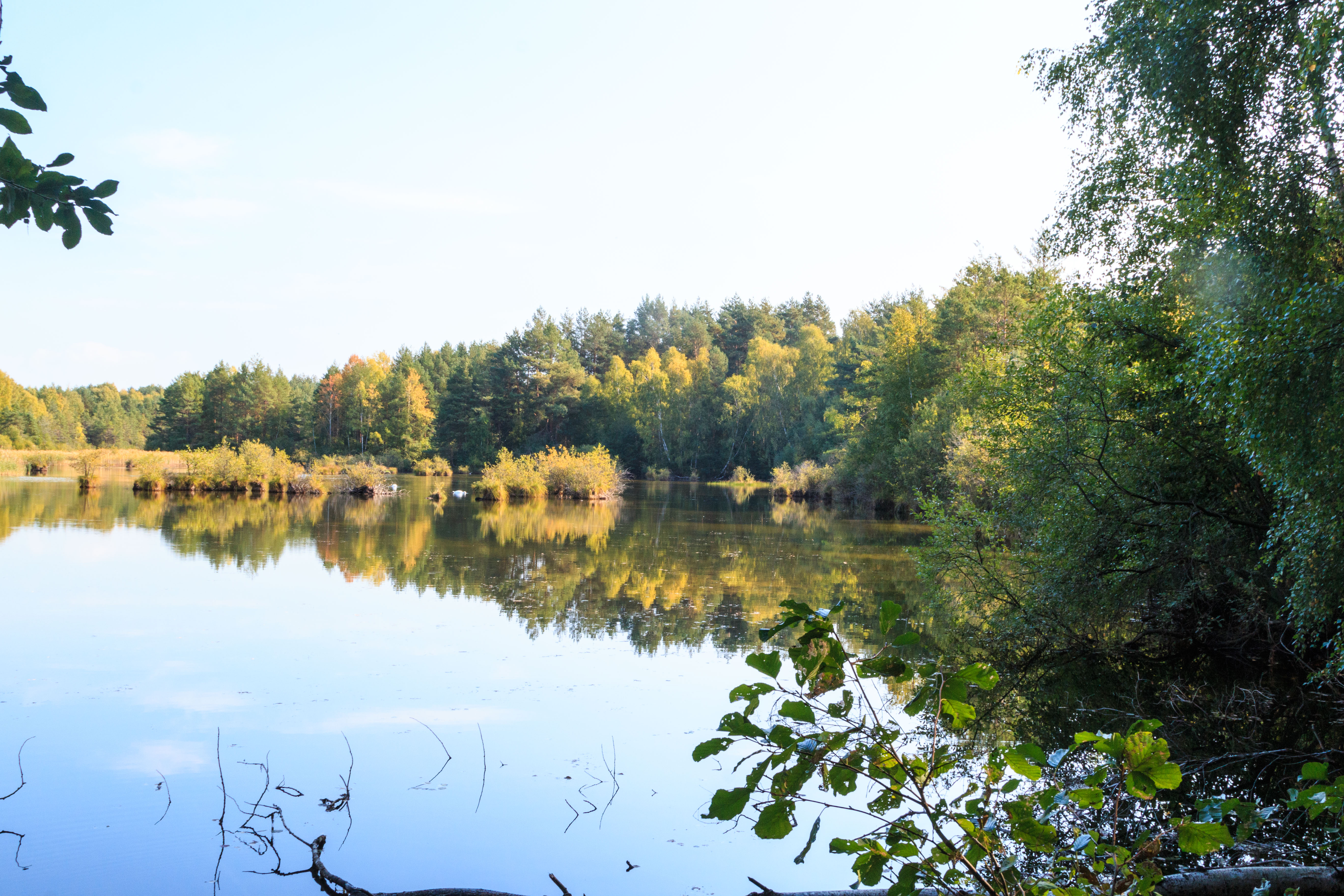
Rybníky pod Hradčanským letištěm - rybník I
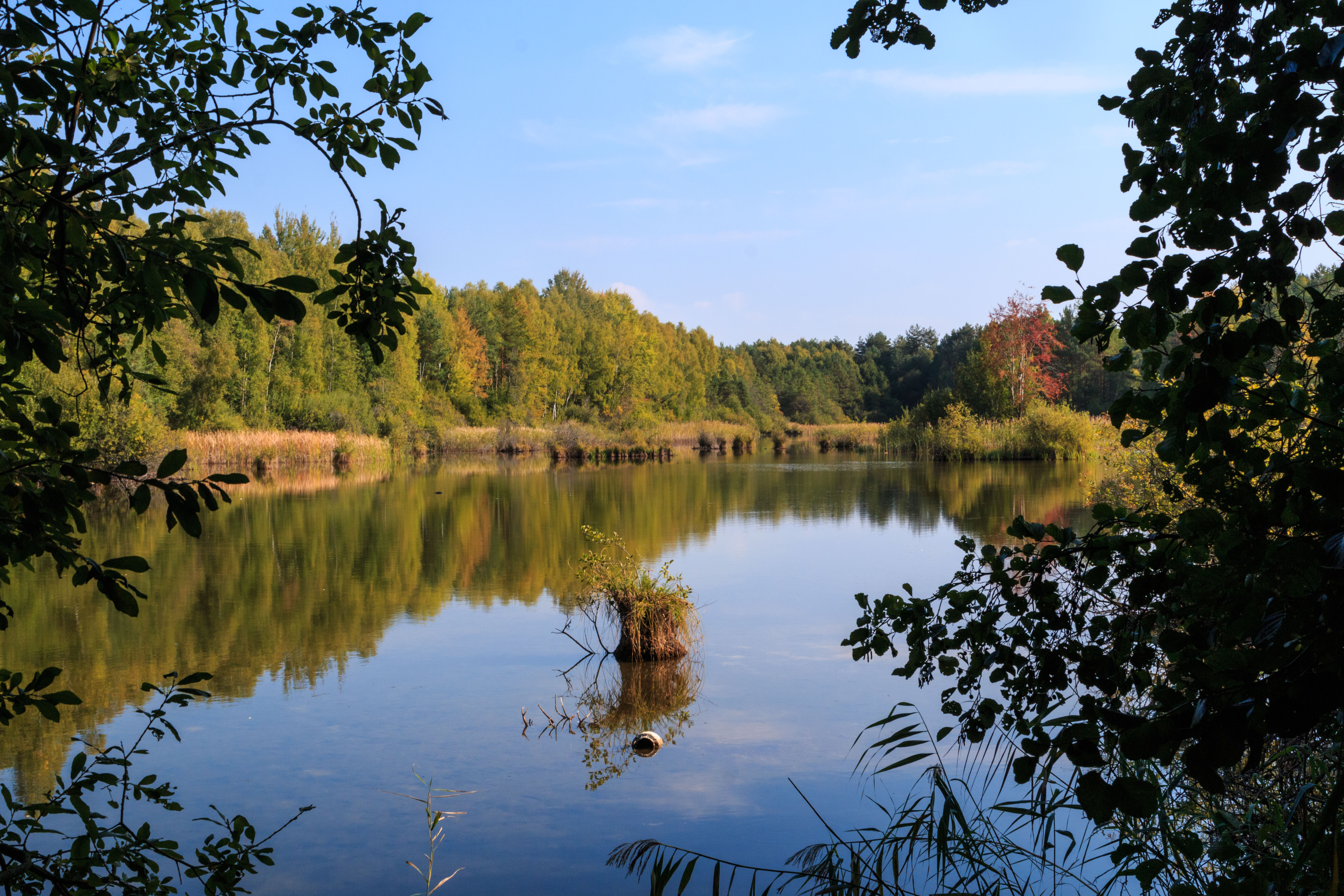
Rybníky pod Hradčanským letištěm - rybník I
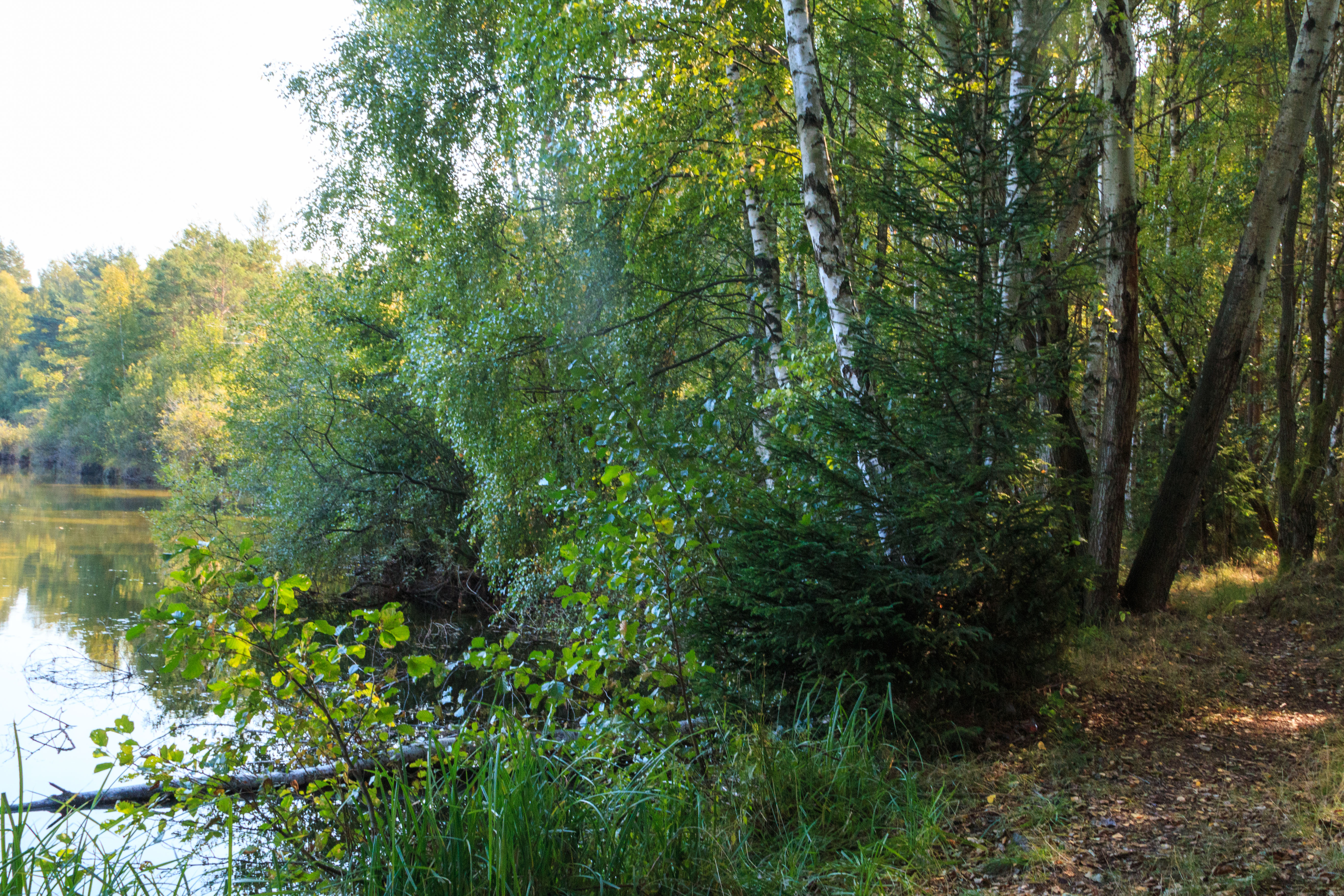
Rybníky pod Hradčanským letištěm - rybník II
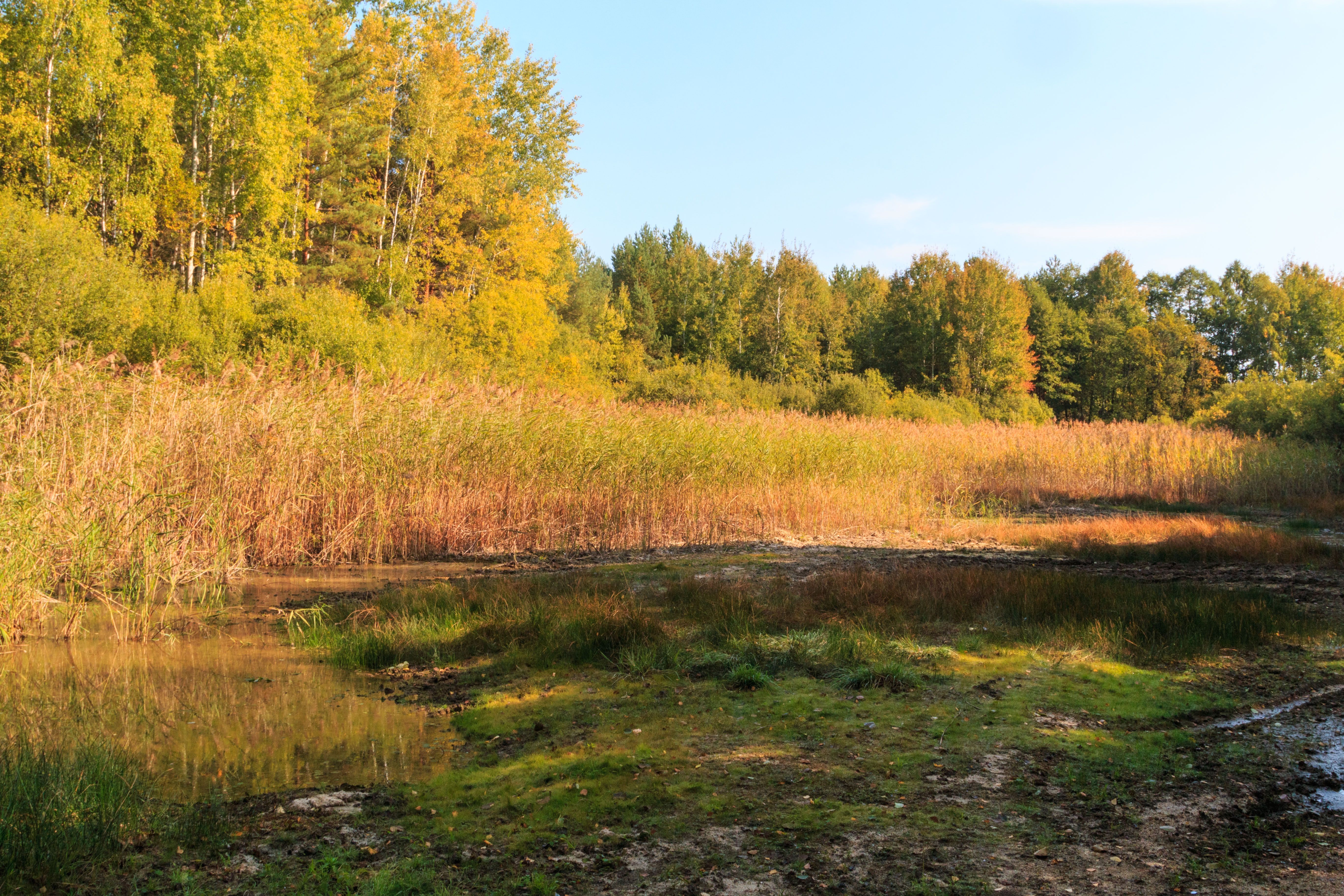
Rybníky pod Hradčanským letištěm - rybník IV